# Кузмоловски
Кузмоловски (на руски: Кузьмоловский) е селище от градски тип в Русия, разположено във Всеволожки район, Ленинградска област. Населението му към 1 януари 2018 година е 10 266 души.